# Валбах (Тирингија)
Валбах (њем. Wallbach) општина је у њемачкој савезној држави Тирингија. Једно је од 65 општинских средишта округа Шмалкалден-Мајнинген. Према процјени из 2010. у општини је живјело 374 становника. Посједује регионалну шифру (AGS) 16066084.

## Географски и демографски подаци
Валбах се налази у савезној држави Тирингија у округу Шмалкалден-Мајнинген. Општина се налази на надморској висини од 300 метара. Површина општине износи 5,1 km². У самом мјесту је, према процјени из 2010. године, живјело 374 становника. Просјечна густина становништва износи 74 становника/km².